# Klekkende Høj
Klekkende Høj är en gravhög i Danmark. Den ligger i Vordingborgs kommun i Region Själland, i den sydöstra delen av landet, 90 km söder om Köpenhamn. Klekkende Høj ligger på ön Mön, ca 10 km sydväst om Stege.